# Komis
Cet article concerne le peuple komi. Pour la langue, voir Komi.
Les Komis (komi : комияс); (appelés Zyrianes par les Russes, bien que l'appellation soit vieillie ; le mot est aussi transcrit Zyriènes) sont un peuple finno-ougrien de Russie, habitant principalement dans la république des Komis. Ils se trouvent aussi dans le district autonome komi-permiak du kraï de Perm (les « Permiaks »), dans la péninsule de Kola (oblast de Mourmansk), et sur le cours inférieur de l'Ob inférieur (Khantys-Mansis et Iamalie). 
Leur langue est le komi, qui est une langue finno-ougrienne.
Dans le nord, les Komis de l'Ijma (Komi-Ijemtsy ou Iz'vataz) constituent un groupe ethnique spécifique. 
Les anciens Komis vivaient principalement de la chasse et de la pêche. Les Komis de l'Ijma (ainsi que ceux de Kola et de l'Ob, qui leur sont directement apparentés) sont aussi éleveurs de rennes. 
Ils ont leurs propres pratiques judiciaires et juridiques,.